# کاسنی
کاسنی معمولی (نام علمی: ‎Cichorium intybus L) یک گیاه علفی و تا حدودی چوبی و چندساله از خانوادهٔ کاسنیان (Asteracese) و سردهٔ کاسنی است که معمولاً دارای گل‌های آبی روشن، به ندرت سفید یا صورتی است. این گیاه، بومی مناطقی گسترده از دنیای قدیم است و به قارهٔ آمریکا و استرالیا نیز معرفی شده است.
رقم‌های زیادی از کاسنی برای کاربردهای مختلفی از جمله به‌عنوان سبزی برگی برای تهیهٔ سالاد و خوراک‌های گوناگون و همچنین به‌عنوان جایگزین قهوه و افزودنی غذا استفاده می‌شوند. در سدهٔ ۲۱، اینولین، که از عصارهٔ ریشهٔ کاسنی تهیه می‌شود، در تولید مواد غذایی به‌عنوان شیرین‌کننده و منبع فیبر رژیمی استفاده شده است. کاسنی همچنین به‌عنوان محصول علوفه‌ای برای مصرف دام‌ها کشت می‌شود.

## توصیف
کاسنی هنگام گلدهی ساقه‌ای سخت، شیاردار و کم و بیش کُرک‌دار دارد. این گیاه می‌تواند تا ۱٫۵ متر ارتفاع بگیرد. برگ‌ها شبیه ساقه، نیزه‌مانند و بدون لوب هستند و ۷٫۵ تا ۳۲ سانتی‌متر طول و ۲ تا ۸ سانتی‌متر پهنا دارند. گل‌ها ۳ تا ۵ سانتی‌متر پهنا داشته و معمولاً آبی روشن و به ندرت سفید یا صورتی هستند. دانه‌های کاسنی دارای فلس‌های کوچک در نوک است.
- برگ‌های بدون لوب کاسنی
- گل کاسنی از نمای نزدیک

## شیمی
مواد شیمیایی که باعث تشدید طعم تلخ این گیاه می‌شوند، در درجهٔ نخست، دو لاکتون سِسکیتِرپِن شامل لاکتوسین و لاکتوکوپیکرین هستند. سایر ترکیبات کاسنی شامل اسکولتین، اسکولین، سیکوریین، یومبلیفرون، اسکوپولتین، ۶٬۷-دی هیدرو کومارین و سایر لاکتون‌های سسکیترپن و گلیکوزیدهای آن‌ها هستند. در حدود سال ۱۹۷۰، کشف شد که ریشهٔ کاسنی حاوی ۲۰٪ اینولین است، پلی‌ساکاریدی مشابه نشاسته .

## پراکندگی و زیستگاه
کاسنی بومی غرب آسیا، شمال آفریقا و اروپا است. این گیاه توسط استعمارگران اولیهٔ اروپایی به آمریکای شمالی برده شد. در چین و استرالیا نیز این گیاه رایج است و به‌طور گسترده طبیعی شده است. کاسنی در مناطقی با بارندگی فراوان، بیشتر دیده می‌شود.

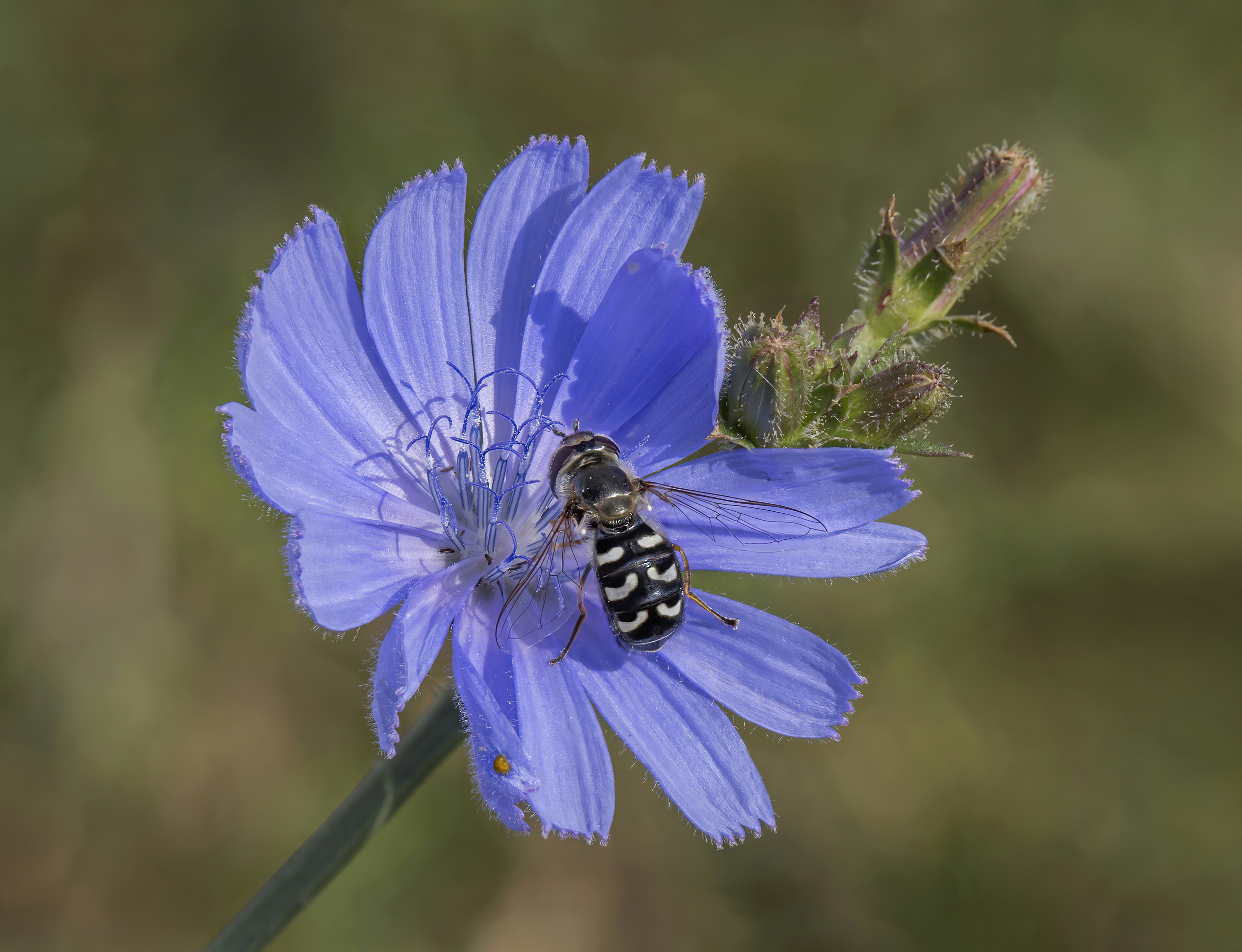
یک مگس گلزار روی گل کاسنی

## بوم‌شناسی
کاسنی هم یک گیاه زراعی و هم یک علف هرز با پراکنش جهانی است. تجزیه و تحلیل جمعیت علف‌های هرز معرفی‌شده به طبیعت در آمریکای شمالی نشان داد که منشأ کاسنی‌های رشدیافته به‌صورت علف هرز، تا حدی از ارقام اهلی‌شدهٔ کاسنی است.
کاسنی در محل‌های مختلف از جمله در کنار جاده‌ها و محل‌های دفع زباله رشد می‌کند. این گیاه، بیشتر خاک‌های آهکی را ترجیح می‌دهد، اما شرایط مختلفی را تحمل می‌کند. زنبورها، پروانه‌ها و مگس‌ها از این گیاه استفاده می‌کنند. کاسنی در گروه گیاهان مقاوم به خشکی دسته‌بندی می‌شود.

## ارزش غذایی
کل بخش‌های گیاه کاسنی خوراکی است.
برگ‌های کاسنی حاوی ۹۲ درصد آب، ۵ درصد کربوهیدرات، ۲ درصد پروتئین و مقدار ناچیزی چربی است (جدول). کاسنی منبعی مناسب از ویتامین کا، ویتامین آ، ویتامین ث، برخی از ویتامین‌های گروه ب، منگنز، ویتامین ئی و کلسیم است. کاسنی فرنگی خام، حاوی ۹۴ درصد آب است و محتوای مواد مغذی کمی دارد.

## کاربردها

### ریشه
ریشهٔ کاسنی (Cichorium intybus var. sativum) از دیرباز در اروپا به عنوان جایگزین قهوه کشت می‌شده است. ریشه‌ها را می‌پزند، برشته می‌کنند، آسیاب می‌کنند و به‌عنوان افزودنی به‌ویژه در منطقهٔ مدیترانه (که گیاه بومی آنجاست) استفاده می‌شود. به عنوان یک افزودنی قهوه، در قهوهٔ فیلتری هندی و در بخش‌هایی از جنوب شرق آسیا، آفریقای جنوبی و جنوب ایالات متحده، به‌ویژه در نیواورلئان، مخلوط می‌شود. در فرانسه مخلوطی از ۶۰ درصد کاسنی و ۴۰ درصد قهوه با نام تجاری ریکوره به فروش می‌رسد. کاسنی در طول بحران‌های اقتصادی مانند رکود بزرگ در دههٔ ۱۹۳۰ و در طول جنگ جهانی دوم در اروپای قاره‌ای بیشتر مورد استفاده قرار گرفت. کاسنی با چغندر قند و چاودار به‌عنوان مادهٔ تشکیل‌دهندهٔ Mischkaffee (قهوهٔ مخلوط) در آلمان شرقی در طول " بحران قهوهٔ آلمان شرقی " در سال‌های ۱۹۷۶–۱۹۷۹ استفاده می‌شد. همچنین به قهوه در فرمول‌های قهوهٔ اسپانیایی، یونانی، ترکی، سوری، لبنانی و فلسطینی اضافه می‌شود.

#### اینولین
اینولین عمدتاً در خانوادهٔ گیاهی کاسنیان به‌عنوان یک کربوهیدرات ذخیره‌سازی یافت می‌شود (برای مثال کنگرفرنگی اورشلیم، کوکب، یاکون و غیره). این ماده به‌عنوان یک شیرین‌کننده در صنایع غذایی با ۱۰ درصد از قدرت شیرین‌کنندگی شکر استفاده می‌شود و گاهی به‌عنوان " پری‌بیوتیک " به ماست‌ها اضافه می‌شود.
ریشهٔ کاسنی تازه ممکن است حاوی ۱۳ تا ۲۳ درصد اینولین به‌عنوان درصدی از کل محتوای کربوهیدرات باشد.

## اثرات بر سلامتی
بر پایهٔ یک پژوهش، مصرف همزمان مکمل کاسنی به همراه ورزش هوازی می‌تواند باعث کمک به کاهش آنزیم‌های آلانین آمینوترانسفراز و آسپارتات ترانس‌آمیناز در زنان مبتلا به کبد چرب و در نتیجه بهبود بیماری در آن‌ها شود.

### طب سنتی
ریشهٔ کاسنی حاوی اسانس‌هایی مشابه روغن‌های موجود در گیاهان در سردهٔ مینا است. در پزشکی جایگزین، کاسنی به‌عنوان یکی از ۳۸ گیاهی است که برای تهیهٔ داروهای گل باخ استفاده می‌شود، ذکر شده است.